# Manggung (Pariaman Utara)
Manggung is een bestuurslaag in het regentschap Pariaman van de provincie West-Sumatra, Indonesië. Manggung telt 1545 inwoners (volkstelling 2010).